# Bucey-en-Othe
Ne doit pas être confondu avec Bucey-lès-Gy, Bucey-lès-Traves ou Busset.
Pour les articles homonymes, voir Othe (homonymie).
Bucey-en-Othe est une commune française située dans le département de l'Aube en région Grand Est.
La commune qui comptait 506 habitants, appelés Bucetons en 1836, a vu sa population décroître régulièrement pour remonter depuis les années 1970 et dépasser 400 au XXIe siècle.
Le château de Bucey-en-Othe, construit au quatrième quart du XVIe siècle, est inscrit à l'inventaire des monuments historiques, de même que plusieurs objets à l'intérieur de l'église paroissiale Saint-Jacques-le-Majeur.

## Géographie

### Localisation
Bucey-en-Othe est une commune du Pays d'Othe située entre les communes d'Estissac et de Messon, à 16,0 km de Troyes, à 43,2 km de Sens, et à 55,7 km d'Auxerre à vol d'oiseau. Par la route, elle est distante de 24 km au sud-ouest du chef-lieu du département de l'Aube

### Communes limitrophes
Les communes limitrophes sont Fontvannes, Messon, Estissac, Chennegy et Macey.
| Estissac           | Fontvannes    | Macey                                                 |
| Neuville-sur-Vanne | Bucey-en-Othe | Messon Prugny par Bois-de-l'Épine (circuit randonnée) |
|                    | Chennegy      | Vauchassis Prugny par D34 (route)                     |

Les grandes villes les plus proches de Bucey-en-Othe hors Paris sont Troyes,  Reims (111,15 km) et Dijon (136,2 km).

### Géologie et relief

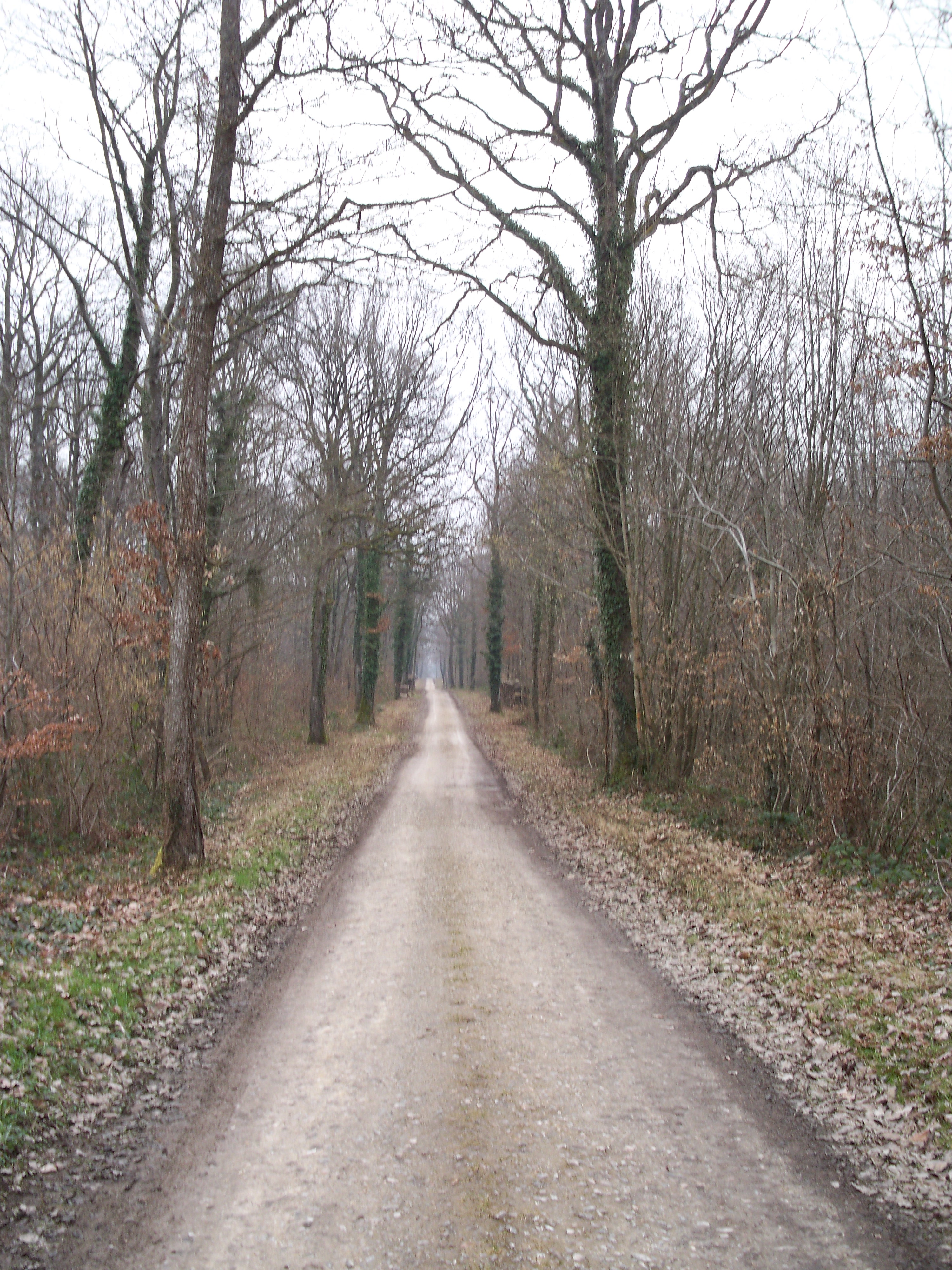
Vue prise en forêt de Bucey-en-Othe en février 2011.

Avec sa situation, Bucey-en-Othe s’établit sur des terrains sédimentaires constitués principalement d’alluvions modernes et anciennes et où affleure une craie du crétacé supérieur formée à partir de restes calcaires de micro-organismes planctoniques.
La superficie de la commune est de 1 303 hectares ; son altitude varie entre 137 et 247 mètres.
Une partie du territoire de la commune est occupée par la « forêt de Bucy-en-Othe ».

### Hydrographie
La commune est dans la région hydrographique « la Seine de sa source au confluent de l'Oise (exclu) » au sein du bassin Seine-Normandie,. Bucey-en-Othe est limitrophe de la Vanne, qui dessert également Fontvannes et Estissac. Le territoire de Bucey-en-Othe est traversé par un petit cours d'eau qui prend sa source entre Vauchassis et le Chaast, d'une longueur de 5 km (dont une partie n'est pas toujours alimentée) nommé «ruisseau de Saint-Bernard» qui «rejoint la Vanne près du Moulin de Cliquat», en contournant le château de Bucey.
La Vanne, d'une longueur de 59 km, prend sa source dans la commune de Fontvannes et se jette  dans l'Yonne à Paron, après avoir traversé 22 communes.

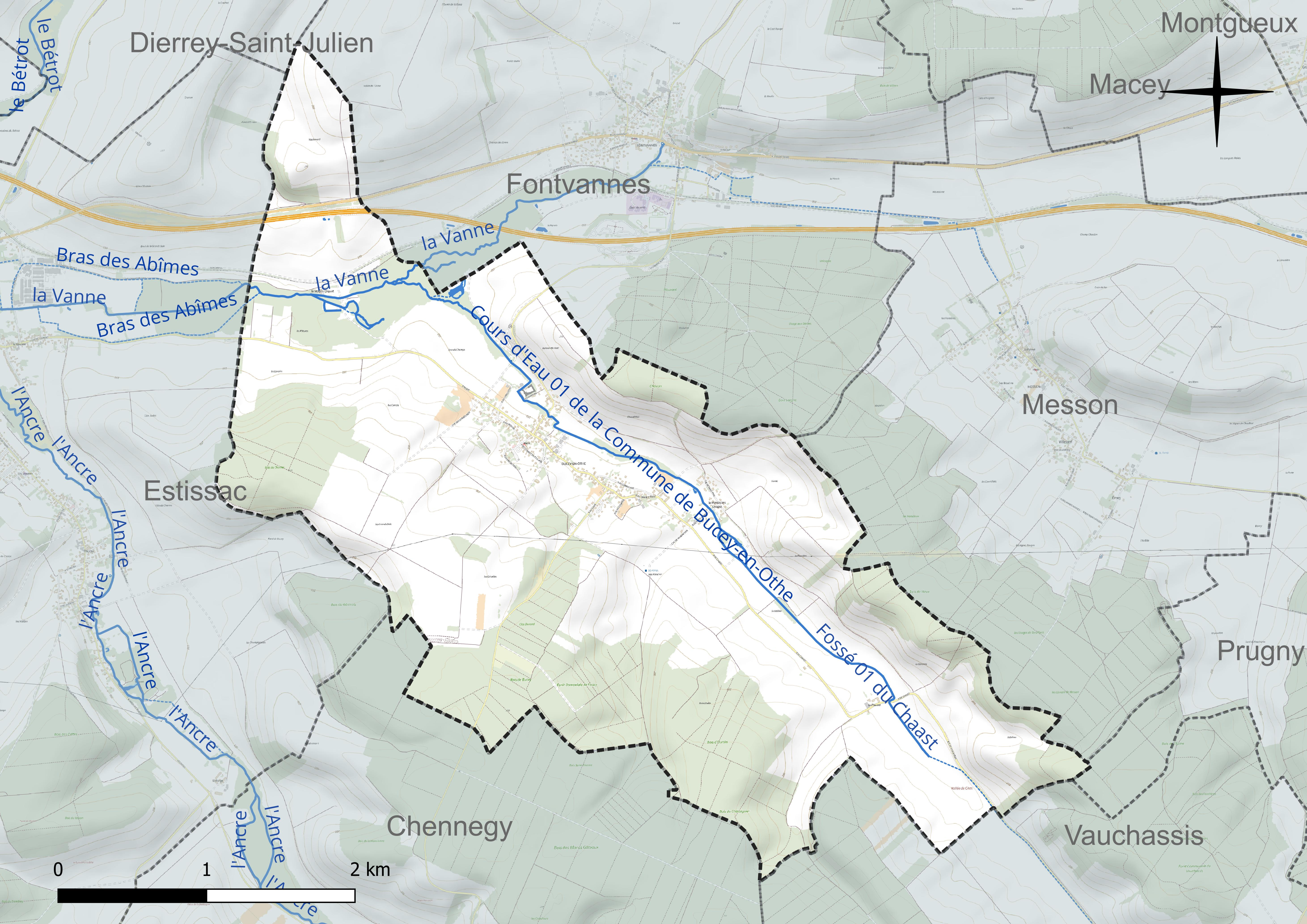
Réseau hydrographique de Bucey-en-Othe.

### Climat
Pour des articles plus généraux, voir Climat du Grand Est et Climat de l'Aube.
En 2010, le climat de la commune est de type climat océanique dégradé des plaines du Centre et du Nord, selon une étude du Centre national de la recherche scientifique s'appuyant sur une série de données couvrant la période 1971-2000. En 2020, Météo-France publie une typologie des climats de la France métropolitaine dans laquelle la commune est exposée à un climat océanique altéré et est dans la région climatique Nord-est du bassin Parisien, caractérisée par un ensoleillement médiocre, une pluviométrie moyenne régulièrement répartie au cours de l’année et un hiver froid (3 °C).
Pour la période 1971-2000, la température annuelle moyenne est de 10,4 °C, avec une amplitude thermique annuelle de 15,5 °C. Le cumul annuel moyen de précipitations est de 802 mm, avec 13 jours de précipitations en janvier et 7,6 jours en juillet. Pour la période 1991-2020, la température moyenne annuelle observée sur la station météorologique de Météo-France la plus proche, « Saint-Mards », sur la commune de Saint-Mards-en-Othe à 11 km à vol d'oiseau, est de 11,1 °C et le cumul annuel moyen de précipitations est de 759,6 mm. 
La température maximale relevée sur cette station est de 41,2 °C, atteinte le 25 juillet 2019 ; la température minimale est de −21,3 °C, atteinte le 2 janvier 1997,,.
Les paramètres climatiques de la commune ont été estimés pour le milieu du siècle (2041-2070) selon différents scénarios d'émission de gaz à effet de serre à partir des nouvelles projections climatiques de référence DRIAS-2020. Ils sont consultables sur un site dédié publié par Météo-France en novembre 2022.

### Voies de communication
L'autoroute A5 traverse la commune à environ 2 km en direction de Fontvannes.
La commune est desservie par la ligne de bus no 91 « Troyes - Le Valdreux » du réseau de bus Les Courriers de l'Aube.

## Urbanisme

### Typologie
Au 1er janvier 2024, Bucey-en-Othe est catégorisée commune rurale à habitat dispersé, selon la nouvelle grille communale de densité à 7 niveaux définie par l'Insee en 2022.
Elle est située hors unité urbaine. Par ailleurs la commune fait partie de l'aire d'attraction de Troyes, dont elle est une commune de la couronne,. Cette aire, qui regroupe 209 communes, est catégorisée dans les aires de 200 000 à moins de 700 000 habitants,.

### Occupation des sols
L'occupation des sols de la commune, telle qu'elle ressort de la base de données européenne d’occupation biophysique des sols Corine Land Cover (CLC), est marquée par l'importance des territoires agricoles (67,2 % en 2018), une proportion identique à celle de 1990 (67,2 %). La répartition détaillée en 2018 est la suivante : 
terres arables (67,2 %), forêts (29,4 %), zones urbanisées (2,3 %), milieux à végétation arbustive et/ou herbacée (1,1 %). L'évolution de l’occupation des sols de la commune et de ses infrastructures peut être observée sur les différentes représentations cartographiques du territoire : la carte de Cassini (XVIIIe siècle), la carte d'état-major (1820-1866) et les cartes ou photos aériennes de l'IGN pour la période actuelle (1950 à aujourd'hui).

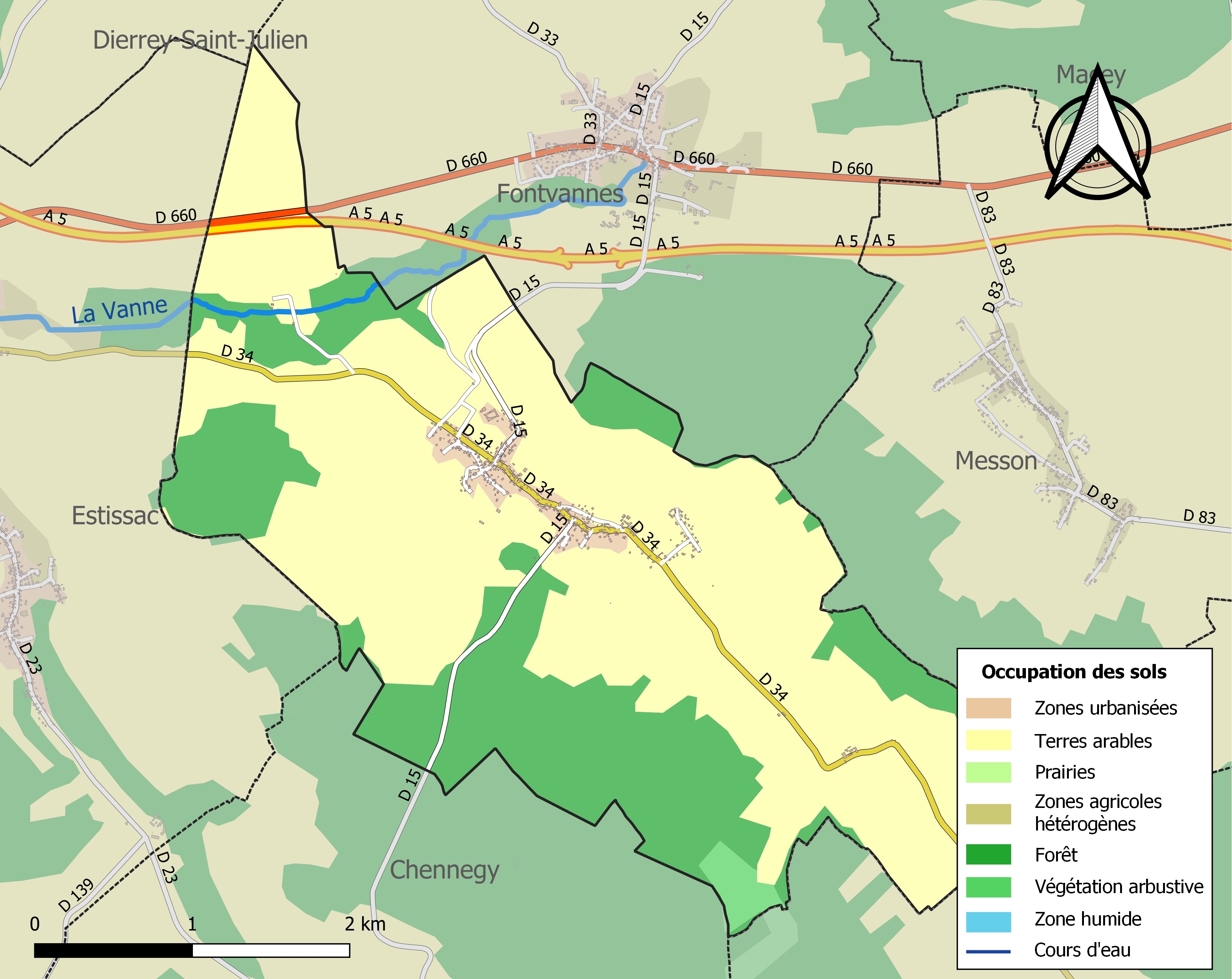
Carte des infrastructures et de l'occupation des sols de la commune en 2018 (CLC).

### Morphologie urbaine

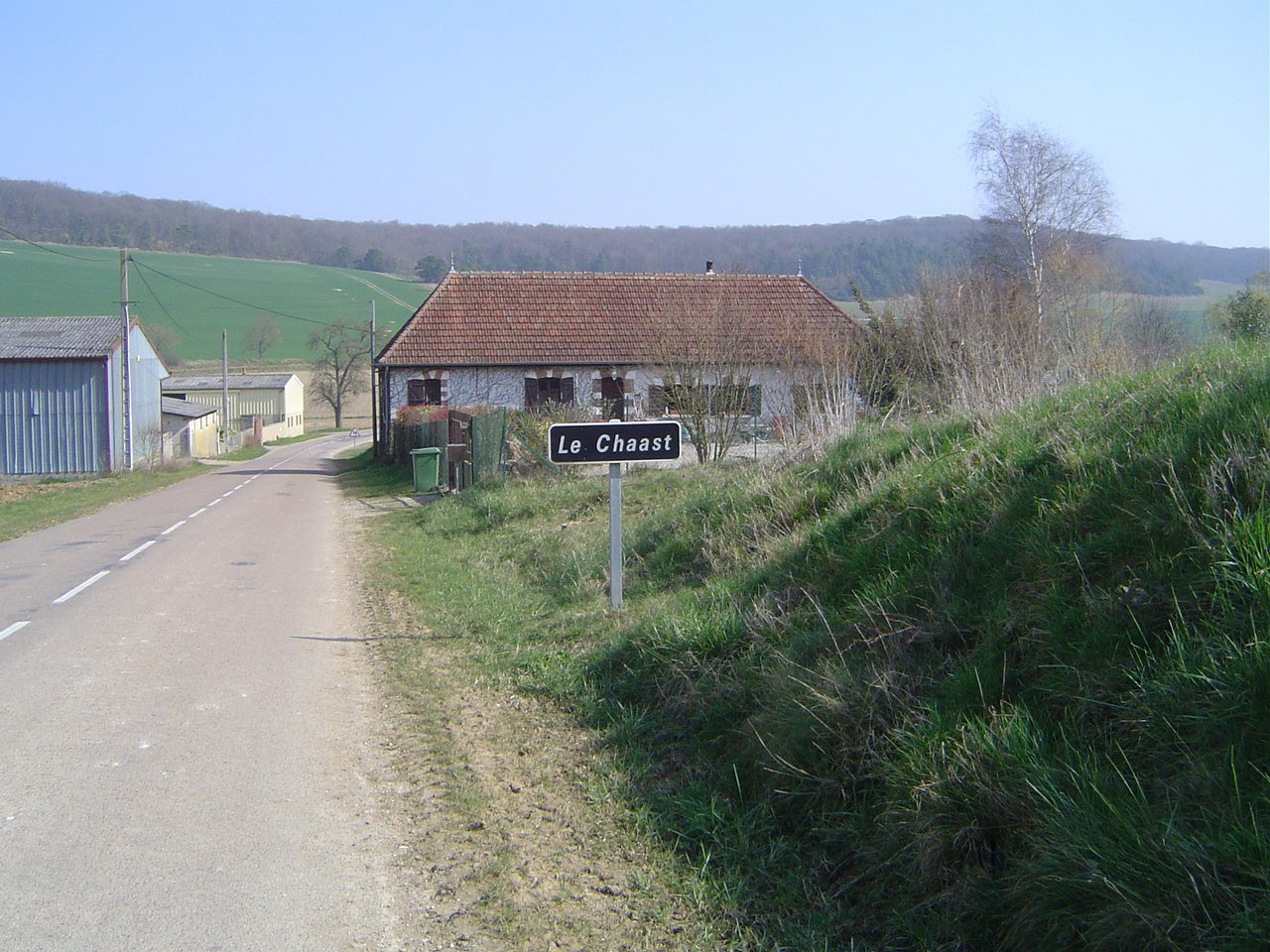
Le hameau du Chaast.

Le territoire de la commune est principalement constitué du bourg et du lieu-dit Chaast, paroisse devenue succursale de Bucey en 1191. C'est à Chaast que se trouvait la demeure seigneuriale.

### Logement
En 2009, le nombre total de logements dans la commune était de 188, alors qu'il était de 154 en 1999.
Parmi ces logements, 89,3 % étaient des résidences principales, 7,0 % des résidences secondaires et 3,8 % des logements vacants. Ces logements étaient en quasi-totalité des maisons individuelles.
La proportion des résidences principales, propriétés de leurs occupants était de 94,6 % comme en 1999 (94,8 %).

## Toponymie
Bucey-en-Othe est une formation d'origine romane.
Le nom du village est attesté sous les formes suivantes : Buce en 1100, Bucciacum entre 1182 et 1185.
Plusieurs hypothèses ont été émises : l'origine serait buis ou le buisson ou encore Bucius le nom du premier propriétaire foncier, peut-être au Grand Chaast,.

## Histoire

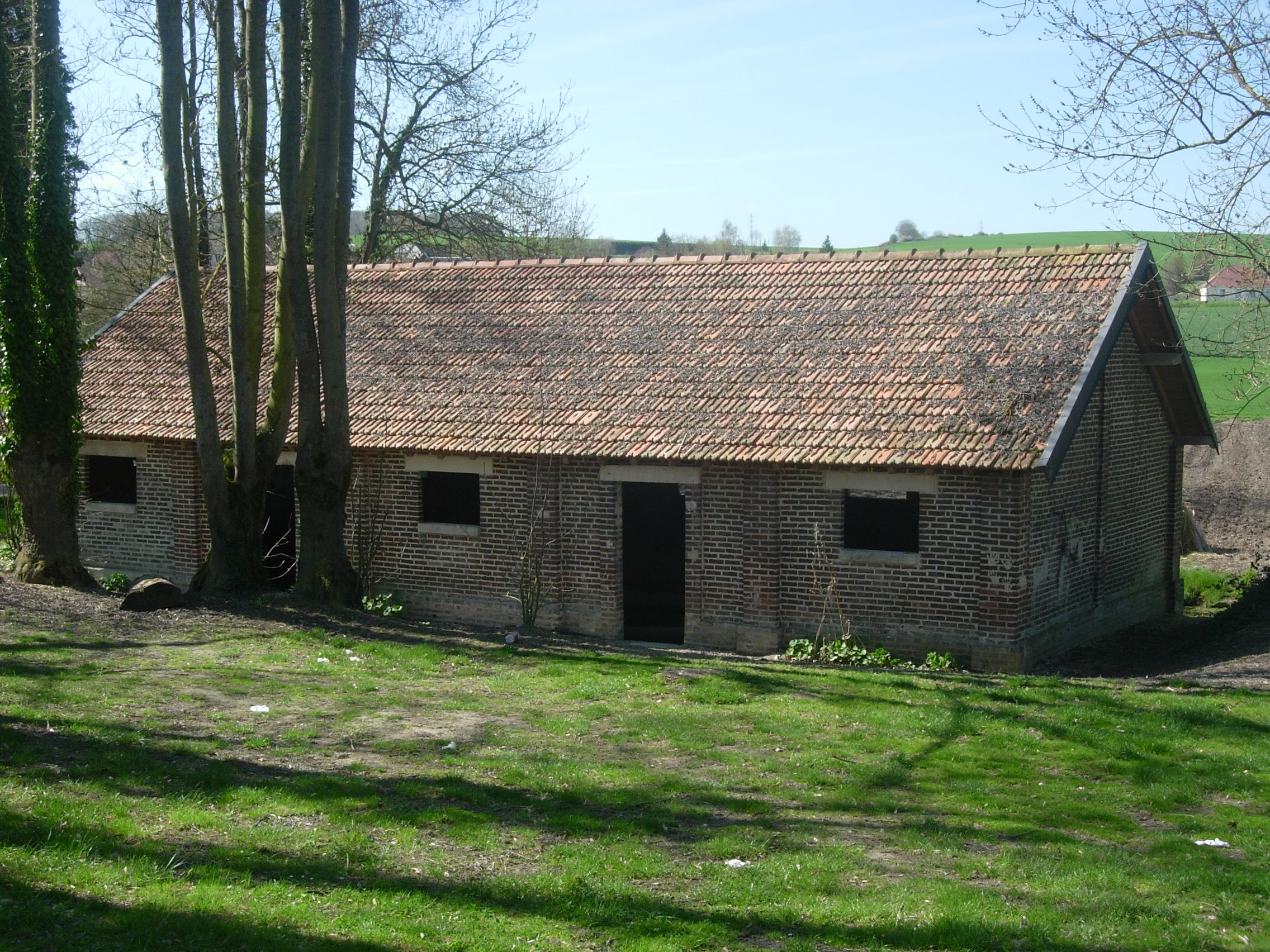
Le lavoir des Roises construit en 1880.

Les fouilles archéologiques démontrent une occupation humaine ancienne. Cette dernière est attestée par la découverte de nombreux outils en pierre. De plus, en 1912, les fouilles ont permis la découverte d'un cimetière datant de l'époque des Mérovingiens, avec des sarcophages de pierre.
Au Moyen Âge central, le territoire de Bucey faisait partie de celui de Thuisy avant de devenir paroisse distincte en 1180. Son église appartenait à l'abbaye Saint-Loup de Troyes, qui y établit un prieure-cure. Autre paroisse distincte, le lieu-dieu Chaast est rattaché à Bucey en 1191.
C'est en 1616 que s'est déroulée à Bucey une bataille entre les seigneurs de la commune et ceux du lieudit Chaast car « aucun d'eux ne voulait céder le passage du ru Saint-Bernard sur une planche qui servait de pont ».
"Le château féodal de Bucey-en-Othe a été détruit à l'époque de la Révolution française" : c'est du moins ce qu'on lit  dans le monumental ouvrage d'Alphonse  Roserot. En réalité, un plan de 1702 que l'on peut consulter aux archives départementales, ne montre déjà qu'une sorte de tumulus située dans la "contrée du vieux château ".   « Plan de la Terre et Seigneurie de Bucey-en-Othe Scise Dans le Baillage de Troyes fait Dressé et mesuré Les onze douze et traize Septembre Mil sept Cent deux  Par moy anthoine Parizot architecte  à troyes .... Délivré le Quatrième novembre mil sept cent trois »

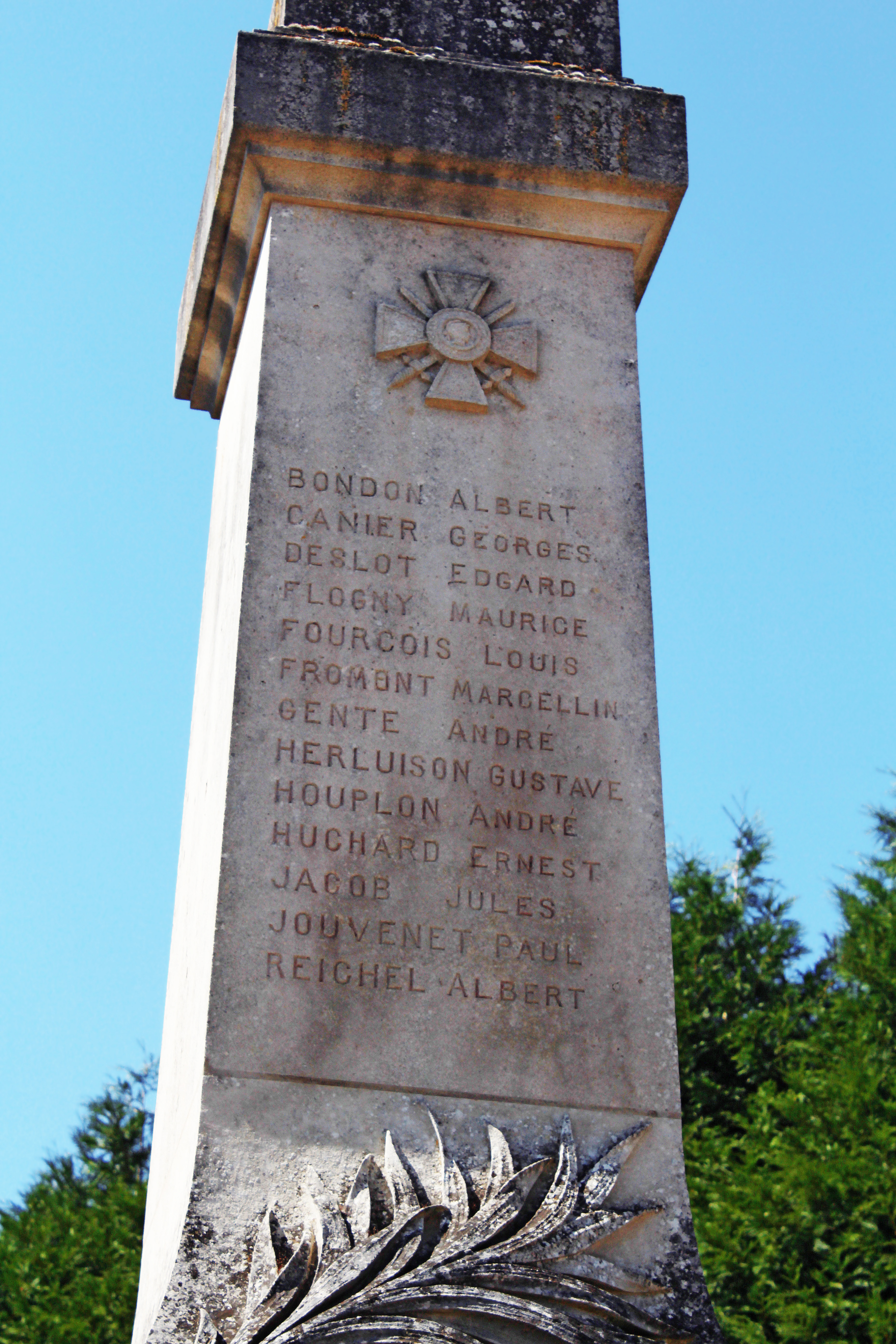
Monument aux morts
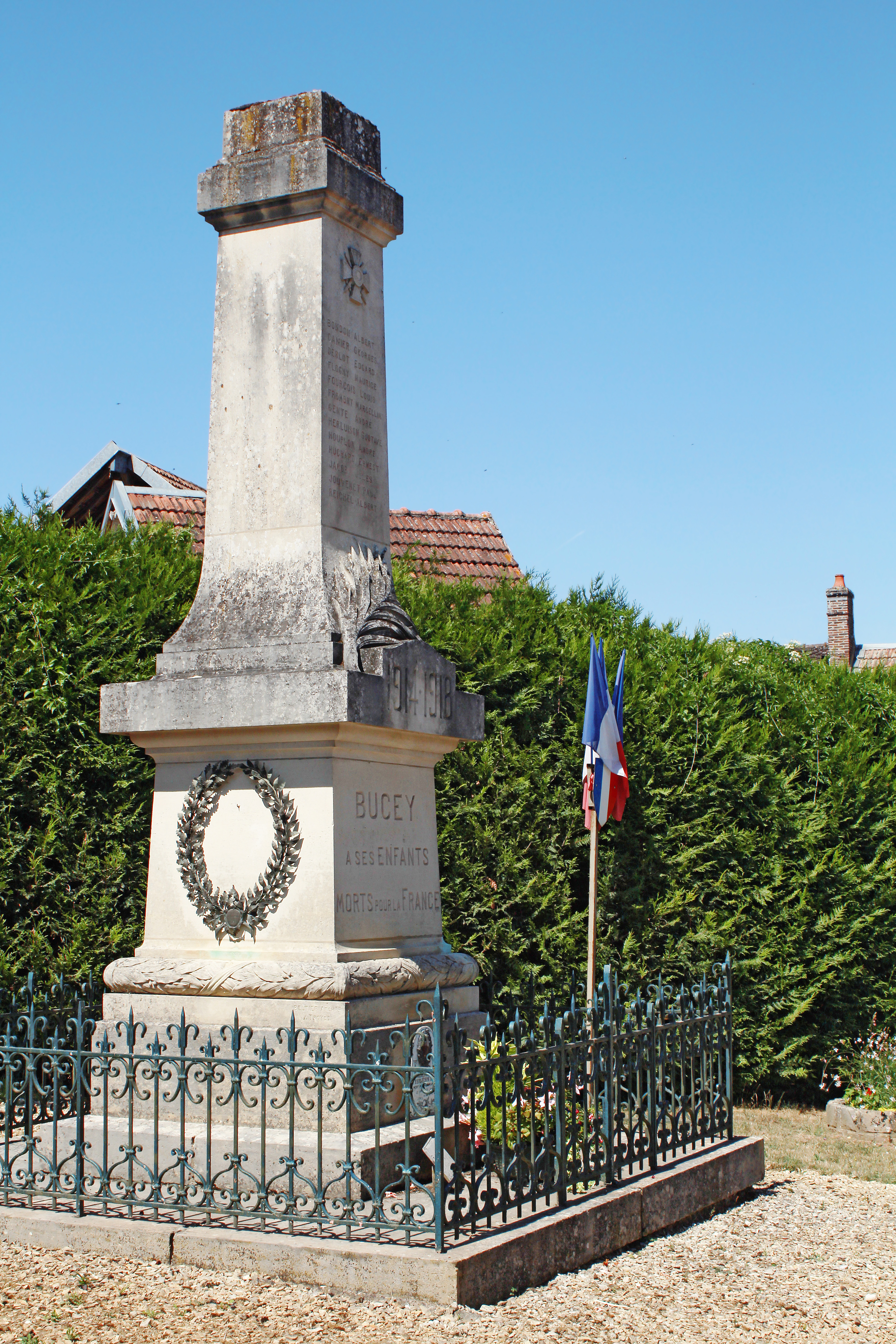
de Bucey.

## Politique et administration

### Tendances politiques et résultats
Au second tour de l'élection présidentielle de 2007, 68,15 % des suffrages se sont exprimés pour Nicolas Sarkozy (UMP), 31,85 % pour Ségolène Royal (PS), avec un taux de participation de 88,22 %.
Au second tour de l'élection présidentielle de 2012, 67,94 % des suffrages se sont exprimés pour Nicolas Sarkozy (UMP), 32,06 % pour François Hollande (PS), avec un taux de participation de 88,95 %.

### Administration municipale
Le nombre d'habitants de la commune étant compris entre 100 et 500, le nombre de membres du conseil municipal est de 11.

### Liste des maires
| Période                                  | Période      | Identité                                           | Étiquette | Qualité  |
| ---------------------------------------- | ------------ | -------------------------------------------------- | --------- | -------- |
| Les données manquantes sont à compléter. |              |                                                    |           |          |
| avant 1857                               |              | X. Flogny                                          |           |          |
| 1884                                     | 1889         | Nicolas Flogny                                     |           |          |
| 1889                                     | 1892         | Léon Méan                                          |           |          |
| 1892                                     | 1900         | Victor Laurent                                     |           |          |
| 1900                                     | 1919         | Léon Bernaudat                                     |           |          |
| 1919                                     | 1943         | Arthur Jaillant                                    |           |          |
| 1943                                     | 1945         | Albert Deschamps                                   |           |          |
| 1945                                     | 1946         | Willam Laurent                                     |           |          |
| 1946                                     | 1946         | Henri Herluison                                    |           |          |
| 1946                                     | 1953         | Jules Grisier                                      |           |          |
| 1953                                     | 1965         | Albert Deschamps                                   |           |          |
| 1965                                     | 1966         | Jules Grisier                                      |           |          |
| 1966                                     | 1971         | Lucien Nourisson                                   |           |          |
| 1971                                     | 1977         | Charles Decreon                                    |           |          |
| 1977                                     | ?            | Max Toulouse                                       |           |          |
| 2001                                     | février 2007 | Michel Prugnier                                    |           |          |
| février 2007                             | août 2012    | Valéry Prunier                                     |           |          |
| 3 février 2013                           | En cours     | Pascal Desrousseaux Réélu pour le mandat 2020-2026 | DVD       | Retraité |

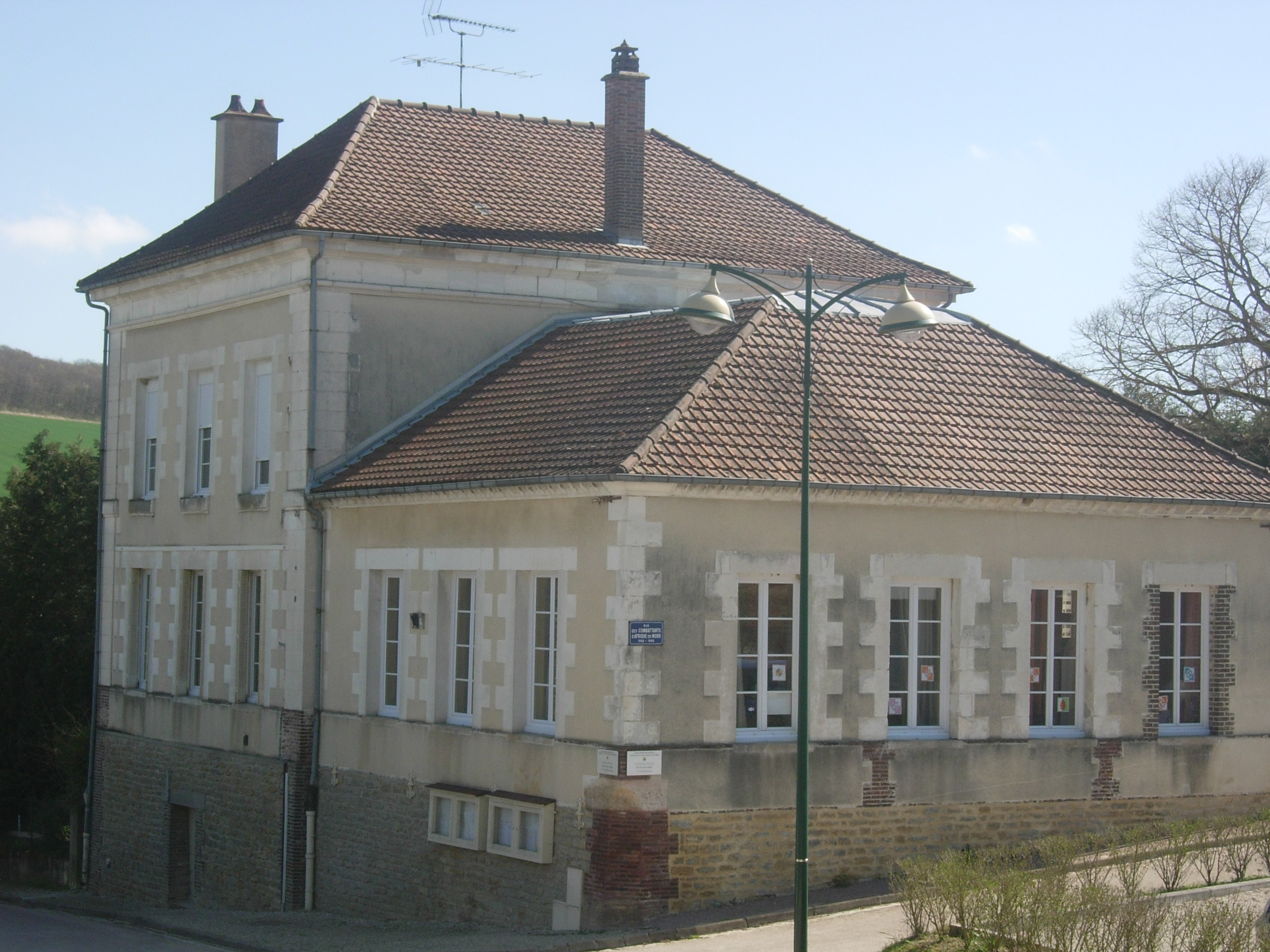
La mairie de Bucey-en-Othe.

En août 2012, à la suite d'un désaccord au sein du conseil municipal, le maire et sept conseillers démissionnent. Roger Mion devient maire a titre temporaire jusqu'aux élections du 30 septembre 2012 qui voient l'élection de Pascal Desrousseaux. Mais, nouveau coup de théâtre, cette élection est annulée le 29 novembre 2012 par le tribunal administratif au motif qu'un tract diffamatoire avait été distribué la veille du scrutin, tract signé les deux anciens maires : Michel et Valéry Prunier. De nouvelles élections ont lieu le 27 janvier 2013 à l'issue desquelles la liste conduite par Pascal Desrousseaux arrive en tête. Pascal Desrousseaux est enfin élu maire le 3 février 2013.

### Instances judiciaires et administratives
Bucey-en-Othe relève du tribunal d'instance de Troyes, du tribunal de grande instance de Troyes, de la cour d'appel de Reims, du tribunal pour enfants de Troyes, du conseil de prud'hommes de Troyes, du tribunal de commerce de Troyes, du tribunal administratif de Châlons-en-Champagne et de la cour administrative d'appel de Nancy.

### Politique environnementale

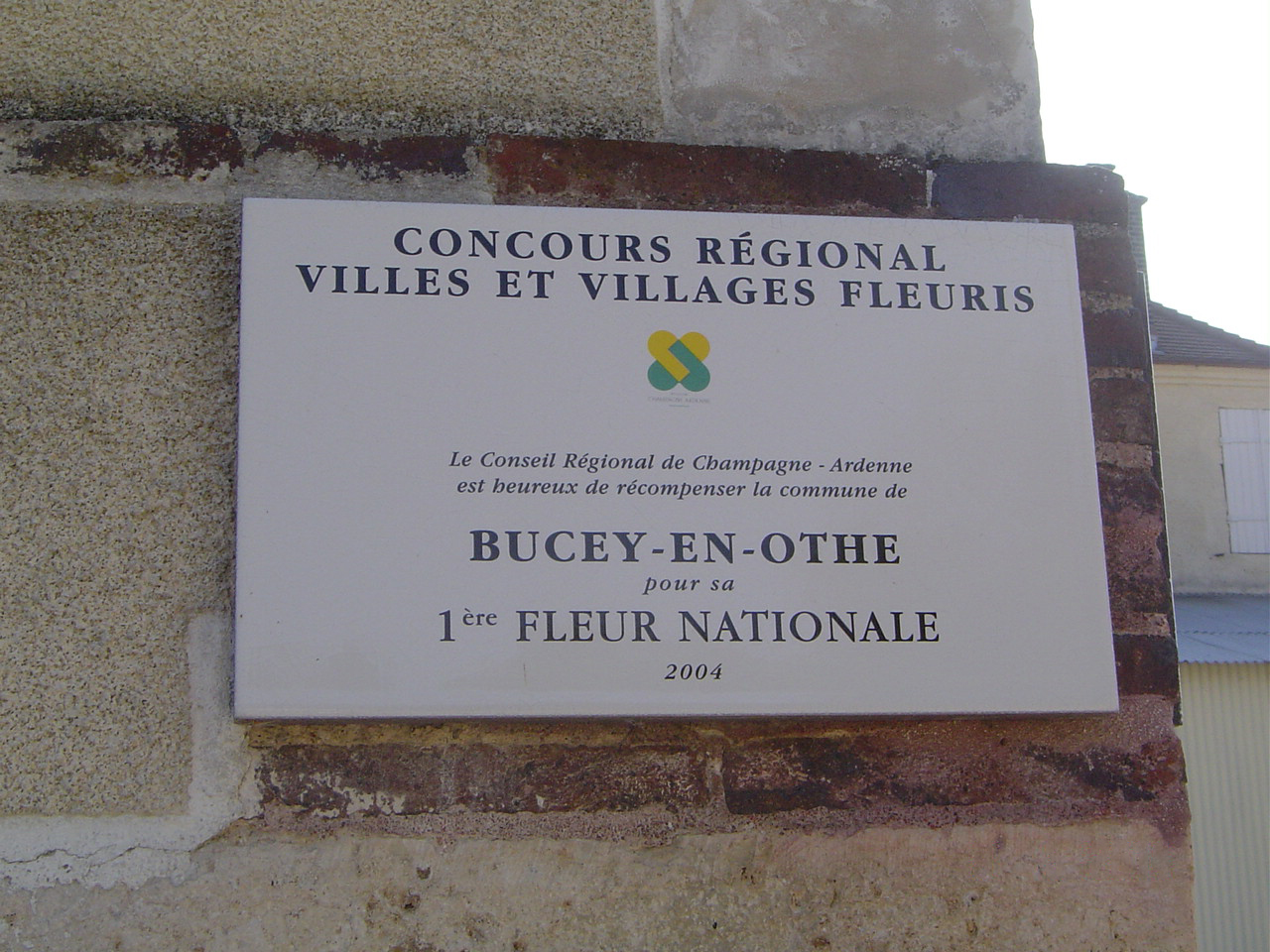
Panneau sur le mur de la mairie.

Après une première fleur reçue au concours des villes et villages fleuris en 2004, la commune en a reçu une seconde.

### Finances locales
De 2008 à 2013, la capacité d'autofinancement nette du remboursement en capital des emprunts est restée un taux par habitant inférieur à celui des communes de même type, malgré un endettement faible :
| Année | Dans la commune | Moyenne de la strate |
| ----- | --------------- | -------------------- |
| 2008  | 32 €            | 112 €                |
| 2009  | 113 €           | 110 €                |
| 2010  | 26 €            | 112 €                |
| 2011  | 111 €           | 139 €                |
| 2012  | 132 €           | 150 €                |

### Jumelages
Au 4 mars 2014, Bucey-en-Othe n'est jumelée avec aucune commune.

## Population et société

### Démographie
Les habitants de la commune sont appelés les Bucetons.

#### Évolution démographie
L'évolution du nombre d'habitants est connue à travers les recensements de la population effectués dans la commune depuis 1793. Pour les communes de moins de 10 000 habitants, une enquête de recensement portant sur toute la population est réalisée tous les cinq ans, les populations de référence des années intermédiaires étant quant à elles estimées par interpolation ou extrapolation. Pour la commune, le premier recensement exhaustif entrant dans le cadre du nouveau dispositif a été réalisé en 2008.

En 2022, la commune comptait 433 habitants, en évolution de +1,41 % par rapport à 2016 (Aube : +0,7 %, France hors Mayotte : +2,11 %).
| 1793 | 1800 | 1806 | 1821 | 1831 | 1836 | 1841 | 1846 | 1851 |
| ---- | ---- | ---- | ---- | ---- | ---- | ---- | ---- | ---- |
| 357  | 422  | 420  | 401  | 484  | 506  | 486  | 485  | 456  |

| 1856 | 1861 | 1866 | 1872 | 1876 | 1881 | 1886 | 1891 | 1896 |
| ---- | ---- | ---- | ---- | ---- | ---- | ---- | ---- | ---- |
| 462  | 479  | 483  | 449  | 431  | 405  | 400  | 400  | 392  |

| 1901 | 1906 | 1911 | 1921 | 1926 | 1931 | 1936 | 1946 | 1954 |
| ---- | ---- | ---- | ---- | ---- | ---- | ---- | ---- | ---- |
| 363  | 356  | 335  | 271  | 316  | 311  | 241  | 259  | 279  |

| 1962 | 1968 | 1975 | 1982 | 1990 | 1999 | 2006 | 2008 | 2013 |
| ---- | ---- | ---- | ---- | ---- | ---- | ---- | ---- | ---- |
| 273  | 224  | 221  | 317  | 341  | 341  | 407  | 426  | 427  |

| 2018 | 2022 | - | - | - | - | - | - | - |
| ---- | ---- | - | - | - | - | - | - | - |
| 434  | 433  | - | - | - | - | - | - | - |

#### Pyramide des âges
En 2021, le taux de personnes d'un âge inférieur à 30 ans s'élève à 31,0 %, soit en dessous de la moyenne départementale (35,0 %). À l'inverse, le taux de personnes d'âge supérieur à 60 ans est de 28,5 % la même année, alors qu'il est de 28,2 % au niveau départemental.
En 2021, la commune comptait 213 hommes pour 224 femmes, soit un taux de 51,26 % de femmes, légèrement inférieur au taux départemental (51,30 %).
Les pyramides des âges de la commune et du département s'établissent comme suit :
| Hommes | Classe d’âge | Femmes |
| ------ | ------------ | ------ |
| 0,0    | 90 ou +      | 0,4    |
| 5,7    | 75-89 ans    | 5,4    |
| 23,7   | 60-74 ans    | 21,7   |
| 19,8   | 45-59 ans    | 21,7   |
| 20,2   | 30-44 ans    | 19,3   |
| 14,1   | 15-29 ans    | 10,3   |
| 16,4   | 0-14 ans     | 21,1   |

| Hommes | Classe d’âge | Femmes |
| ------ | ------------ | ------ |
| 0,8    | 90 ou +      | 2,1    |
| 7,4    | 75-89 ans    | 10,2   |
| 17,4   | 60-74 ans    | 18,4   |
| 19,4   | 45-59 ans    | 19     |
| 17,8   | 30-44 ans    | 17,3   |
| 18,3   | 15-29 ans    | 15,9   |
| 19     | 0-14 ans     | 17,1   |

### Enseignement
Bucey-en-Othe est située dans l'académie de Reims.
L'école a fermé ses portes en avril 2013,, elle est depuis intégrée au regroupement pédagogique intercommunal « Messon - Bucey - Fontvannes », inauguré le 27 septembre 2013.

### Manifestations culturelles et festivités
Les manifestations culturelles et les festivités sont organisées par l'association d'animation de Bucey-en-Othe. Un carnaval se déroule chaque année sur le territoire. En 2013, le thème choisi par les organisateurs est le western.
En juin, cette association d'animation organise des jeux médiévaux, avec 22 stands en faveur des enfants (trou-madame, jeu de quilles, jeu des anneaux, promenades à poney, etc.), ainsi que différents spectacles tels des joutes éliminatoires et une partie d'échecs vivants,.
Enfin, en 2013, l'association « Vanne culture et loisir » a pu donner rendez-vous aux joueurs de belote pour un affrontement entre 34 équipes.

### Sports
Le « stade de l'Orée-d'Othe » est un stade municipal disposant de plusieurs installations sportives.

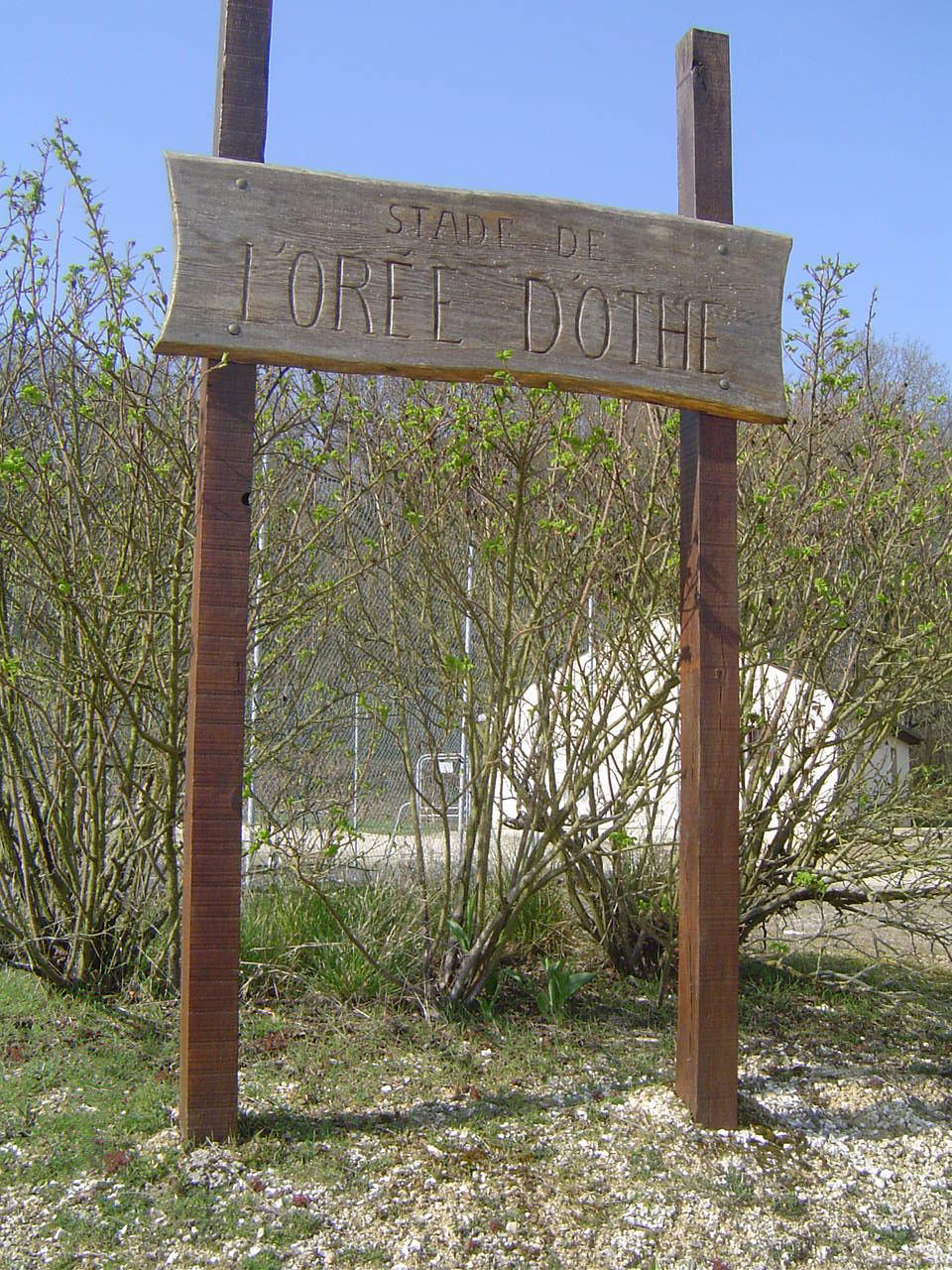
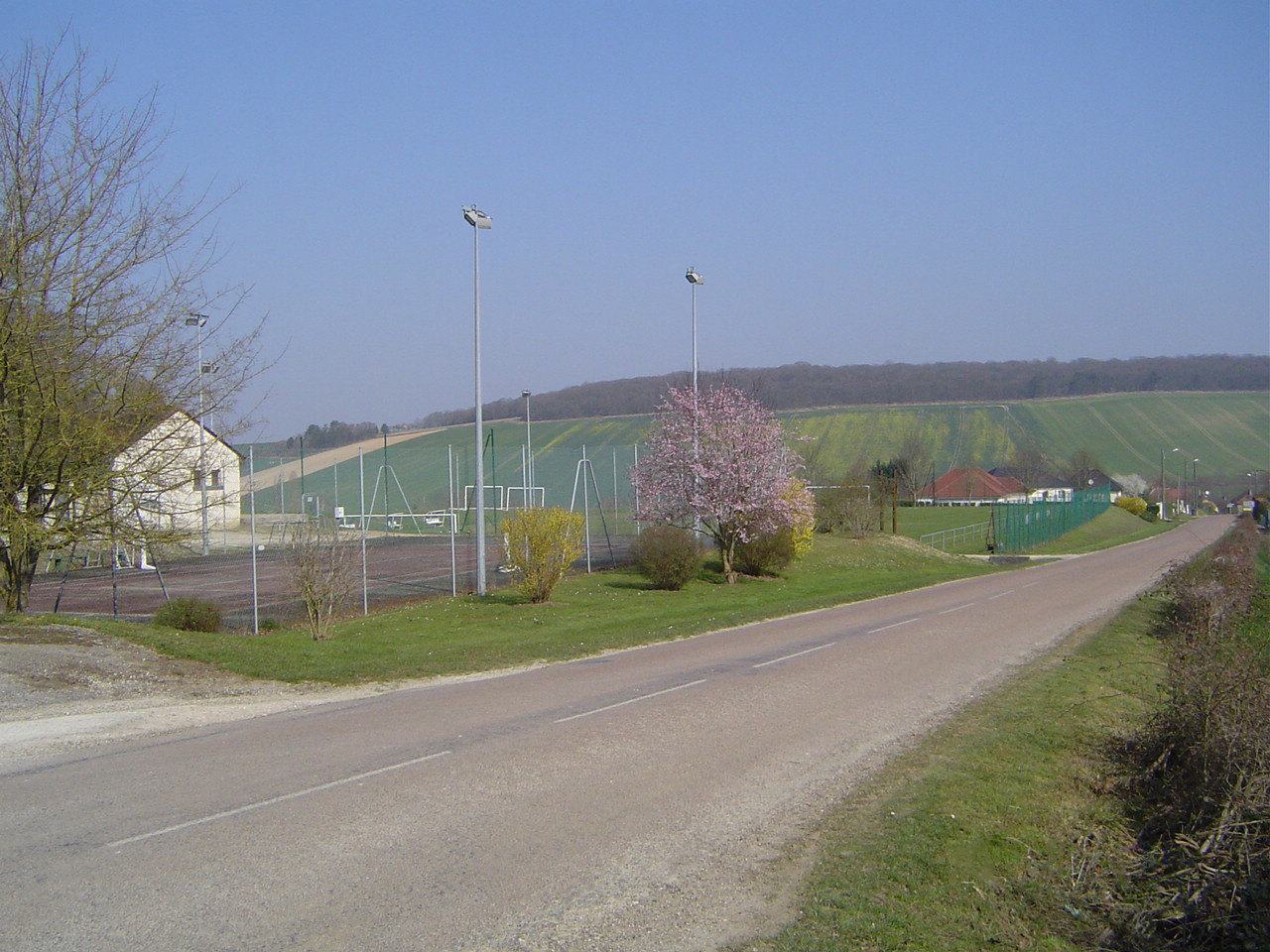
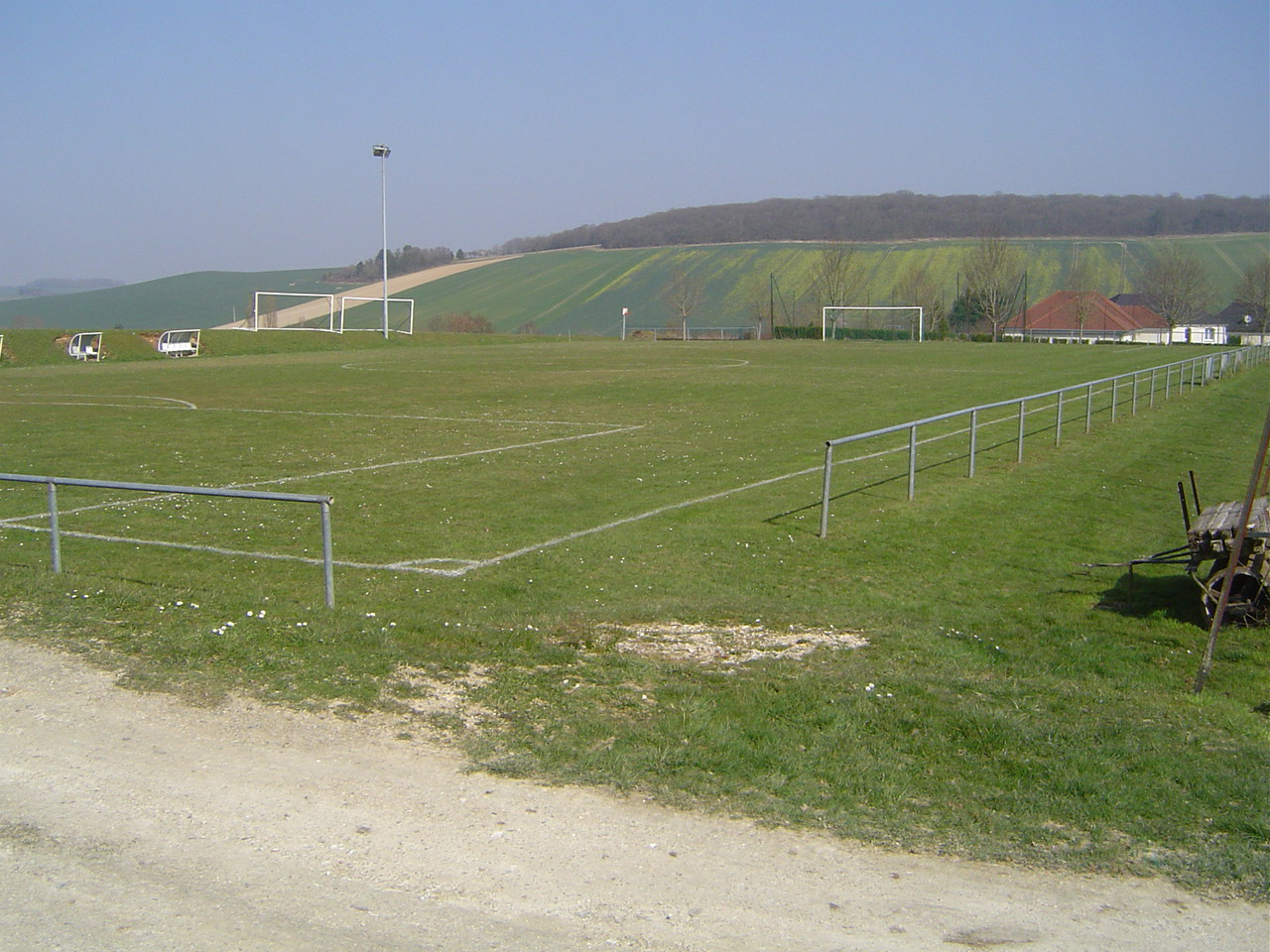

### Médias
Le quotidien régional L'Est-Éclair assure la publication des informations locales à la commune.
La commune ne dispose pas de nœud de raccordement ADSL installé dans cette commune, ni de connexion à un réseau de fibre optique. Les lignes téléphoniques sont raccordées à des équipements situés à Fontvannes.

### Cultes
Seul le culte catholique est célébré à Bucey-en-Othe. La commune est l'une des dix communes regroupées dans la paroisse « d'Estissac », l'une des six paroisses de l'espace pastoral « Forêts d’Othe et d’Armance » au sein du diocèse de Troyes, le lieu de culte est l'église paroissiale Saint-Jacques-le-Majeur.

## Économie

### Revenus de la population et fiscalité
En 2011, le revenu fiscal médian par ménage était de 40 712 €, ce qui plaçait Bucey-en-Othe au 2 722e rang parmi les 31 886 communes de plus de 49 ménages en métropole.
En 2009, 33,3 % des foyers fiscaux n'étaient pas imposables.

### Emploi
En 2009, la population âgée de 15 à 64 ans s'élevait à 292 personnes, parmi lesquelles on comptait 78;9 % d'actifs dont 73,0 % ayant un emploi et 5,9 % de chômeurs.
On comptait 38 emplois dans la zone d'emploi, contre 24 en 1999. Le nombre d'actifs ayant un emploi résidant dans la zone d'emploi étant de 218, l'indicateur de concentration d'emploi est de 17,3 %, ce qui signifie que la zone d'emploi n'offre qu'un emploi pour six habitants actifs.
Au 31 décembre 2011, on totalise 14 demandeurs d'emploi de catégorie ABC inscrits à Pôle emploi, soit une baisse de 6,7 % par rapport à 2010.

### Entreprises et commerces
Au 31 décembre 2010, Bucey-en-Othe comptait 25 établissements : 6 dans l’agriculture-sylviculture-pêche, 1 dans l'industrie, 6 dans la construction, 9 dans le commerce-transports-services divers et 3 étaient relatifs au secteur administratif.
En 2011, 6 entreprises ont été créées à Bucey-en-Othe.

## Culture locale et patrimoine

### Lieux et monuments

#### Monuments remarquables
La commune compte un monument inscrit à l'inventaire des monuments historiques et aucun lieu ou monument répertorié à l'inventaire général du patrimoine culturel.
Par ailleurs, elle compte 6 objets répertoriés à l'inventaire des monuments historiques et 12 objets répertoriés à l'inventaire général du patrimoine culturel.
Le château de Bucey-en-Othe a été construit au 4e quart du XVIe siècle. De forme carrée, il est en partie entouré d'eau. Des travaux aux XVIIIe et XIXe siècles ont abimé la façade sur cour. Cette cour est entourée de plusieurs bâtiments dont un pigeonnier. Les façades et les toitures des bâtiments (logis et bâtiments de communs entourant la cour), ainsi que le fossé avec son arrivée d'eau sont inscrits depuis le 12 janvier 2005.

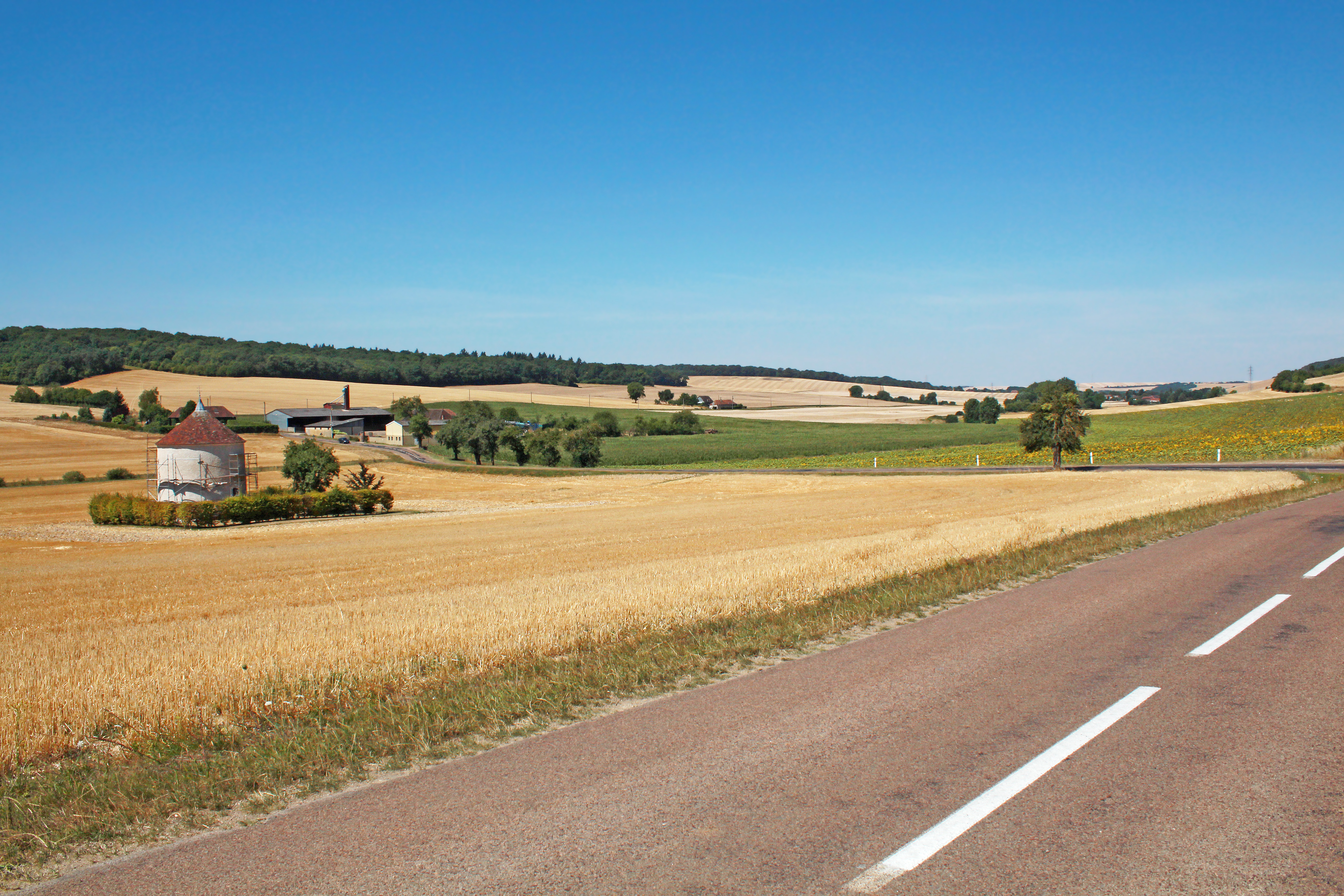
Sur la route de Bucey à Vauchassis...
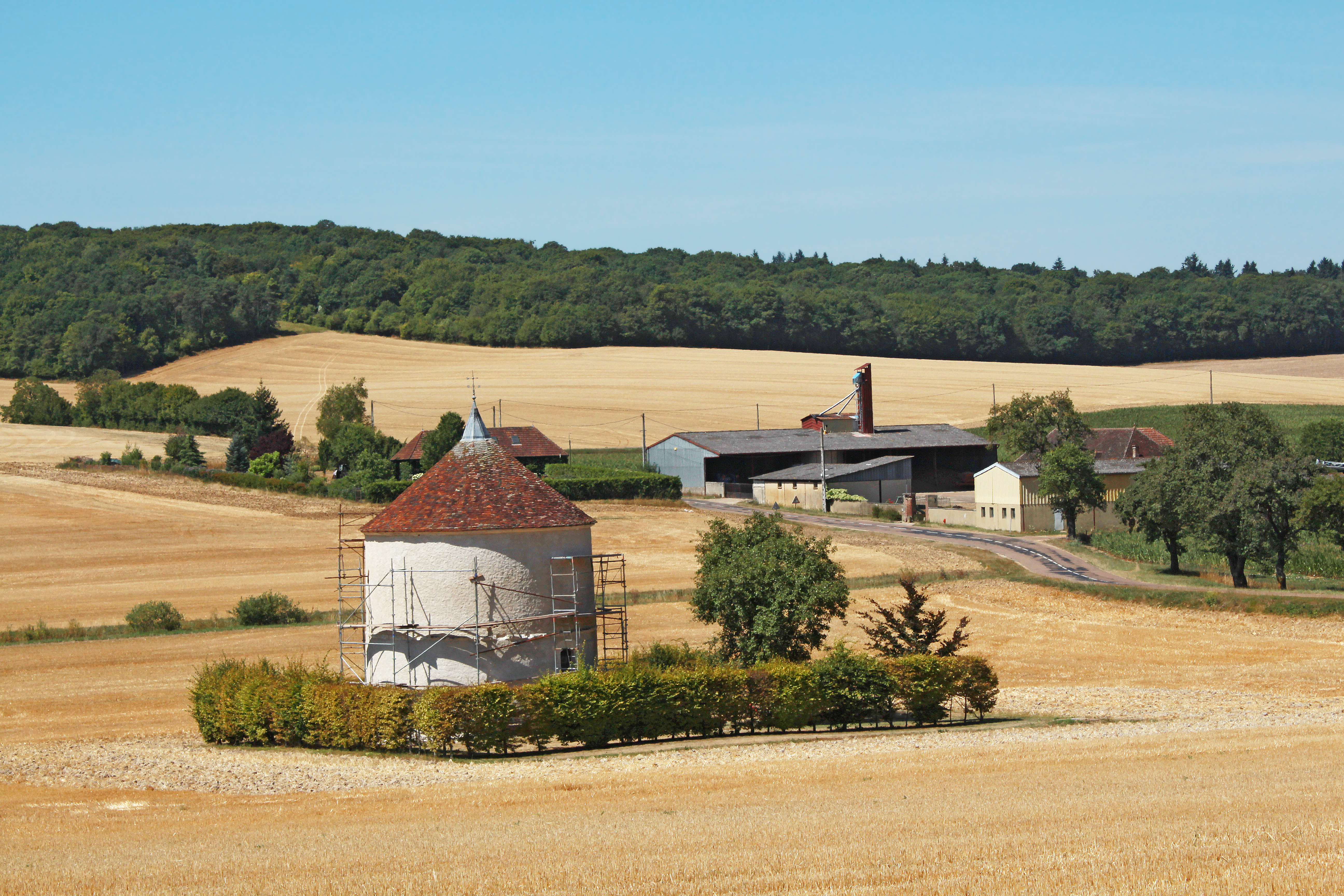
…le hameau du Chaast et le colombier
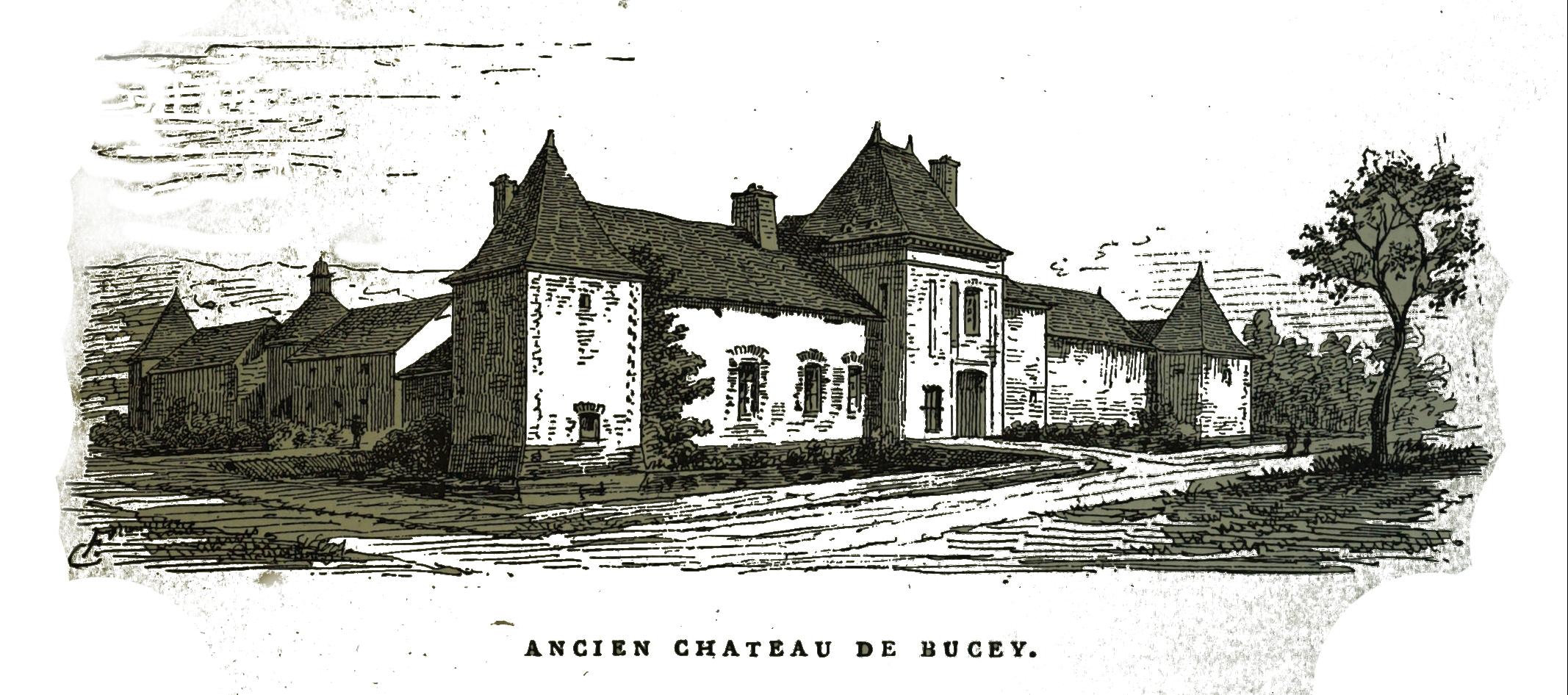
de l'ancien château.

#### Autres lieux et monuments
L'église paroissiale est connue sous l'appellation Saint-Jacques-le-Majeur mais aussi Saint-Philippe-et-Saint-Jacques
En décembre 2012, les travaux de restauration de l'église ont permis de rénover totalement la toiture surplombant la nef.
Les vitraux ont été déposés en avril 2013, puis restaurés par le maître verrier, M. Defert, à Auxerre. Les trois grands vitraux de l’abside datent de 1891 et sont représentatifs de la fin du XIXe siècle ; ils sont l’œuvre d'Emmanuel-Marie-Joseph Champigneulle, maître verrier dont l'atelier était situé à Bar-le-Duc.
Le mercredi 28 août 2013, les vitraux ont retrouvé leur place dans le chœur de l'église et ont redonné tout son éclat à l'édifice après que le maître verrier, M. Defert, avait effectué la réfection des plombs et procédé à la remise en place des verrières.

Photographies de l'église
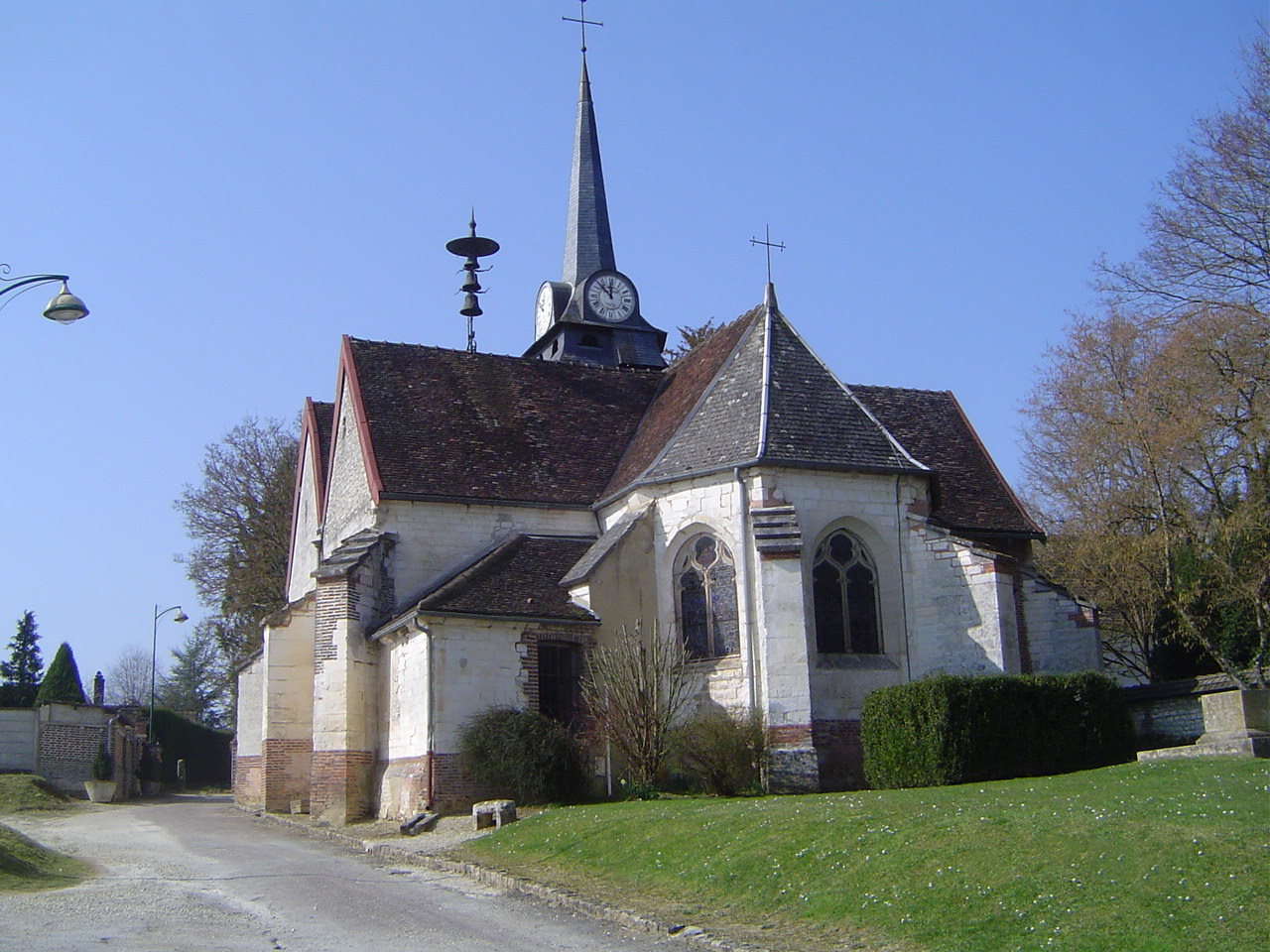
Vue d'ensemble.
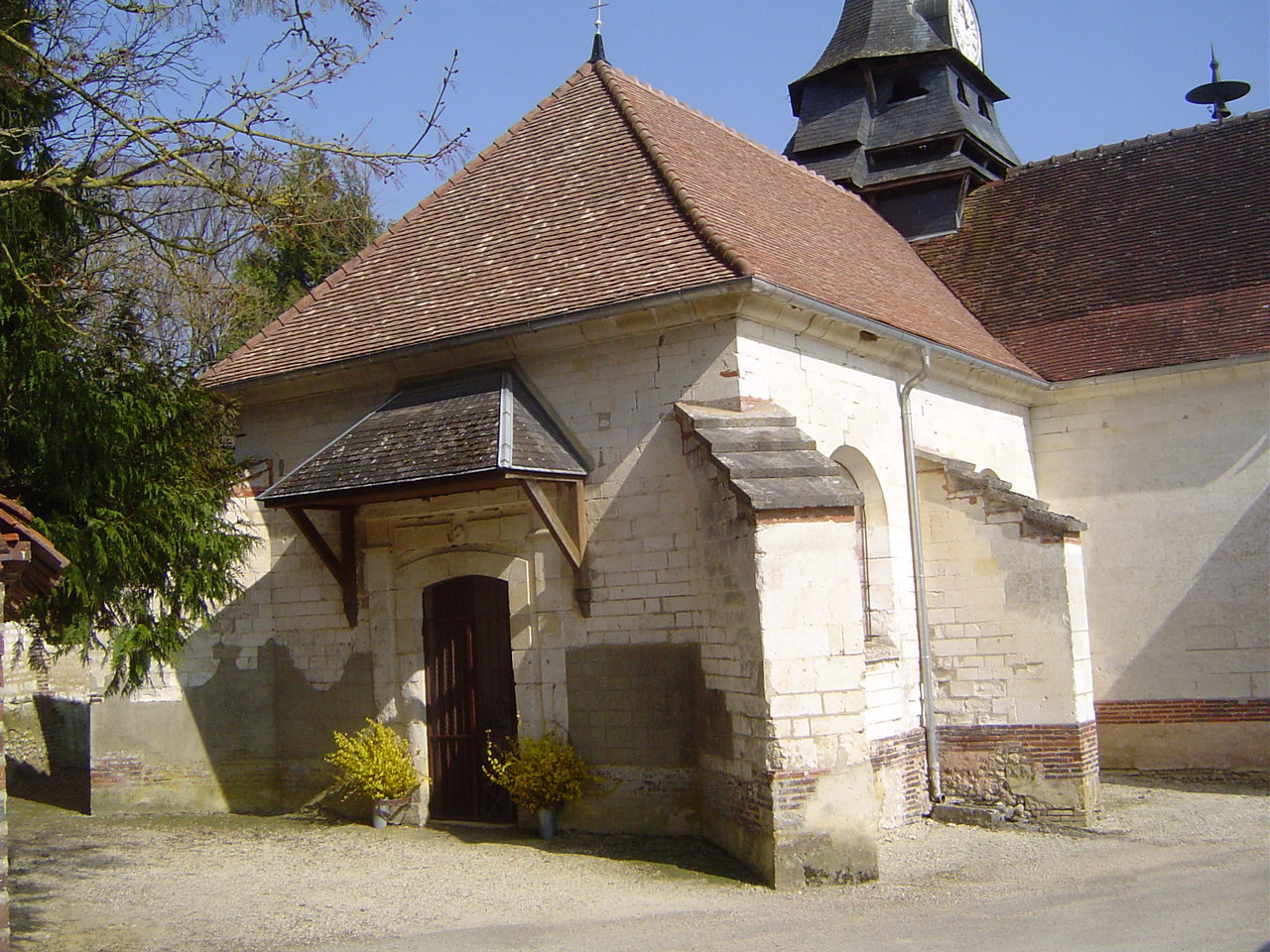
Portail d'entrée.
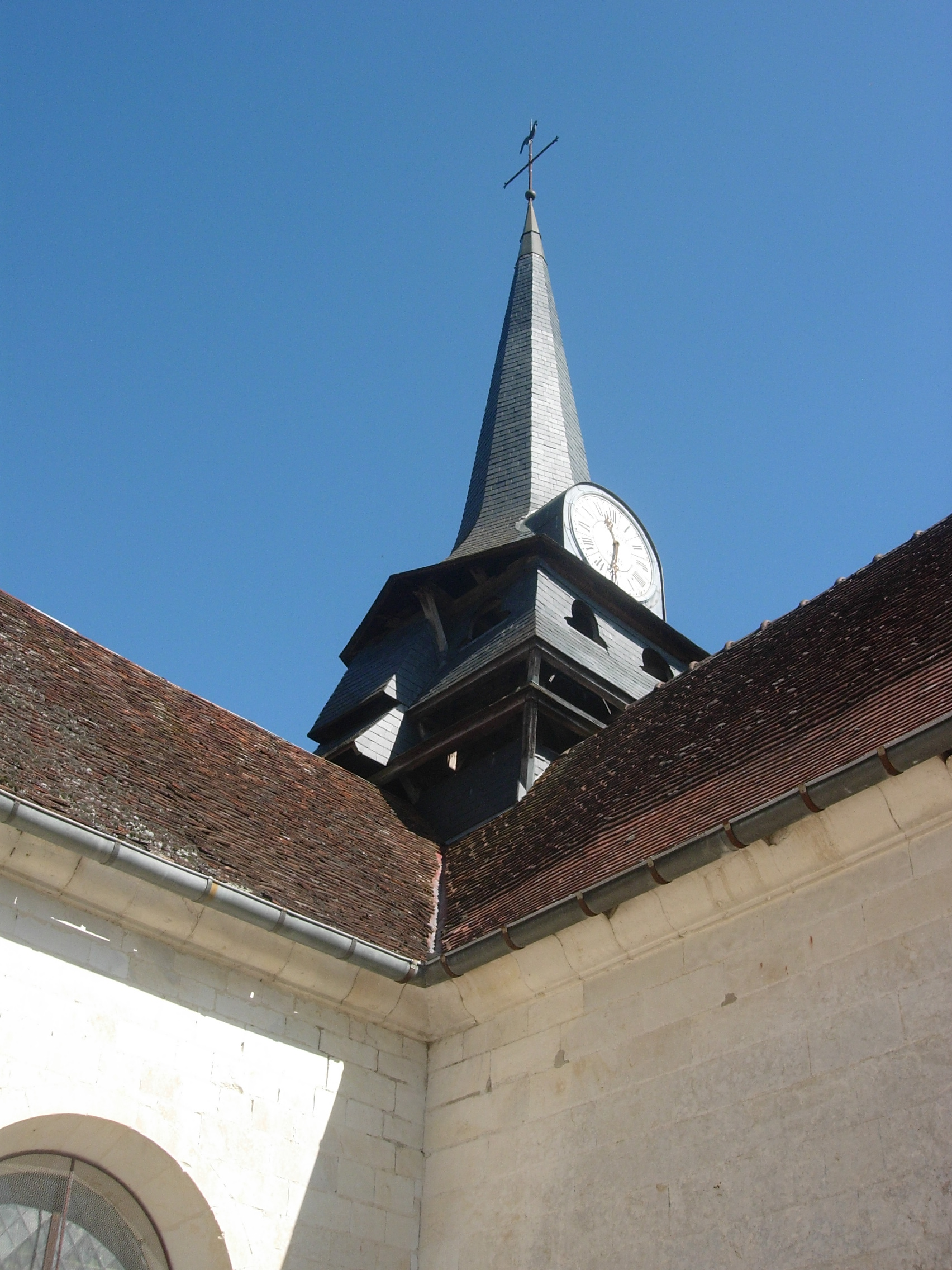
Clocher.
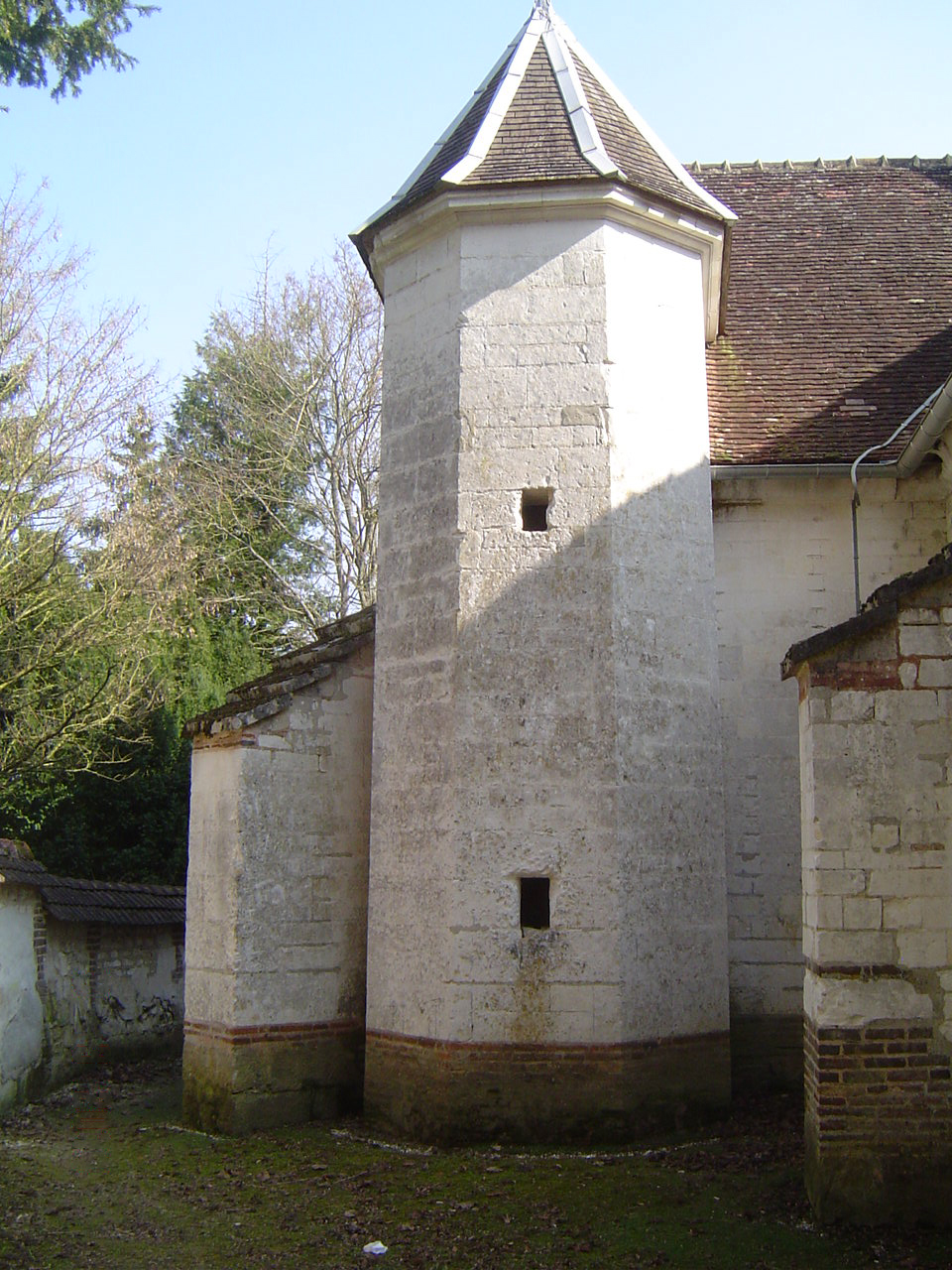
Chevet.
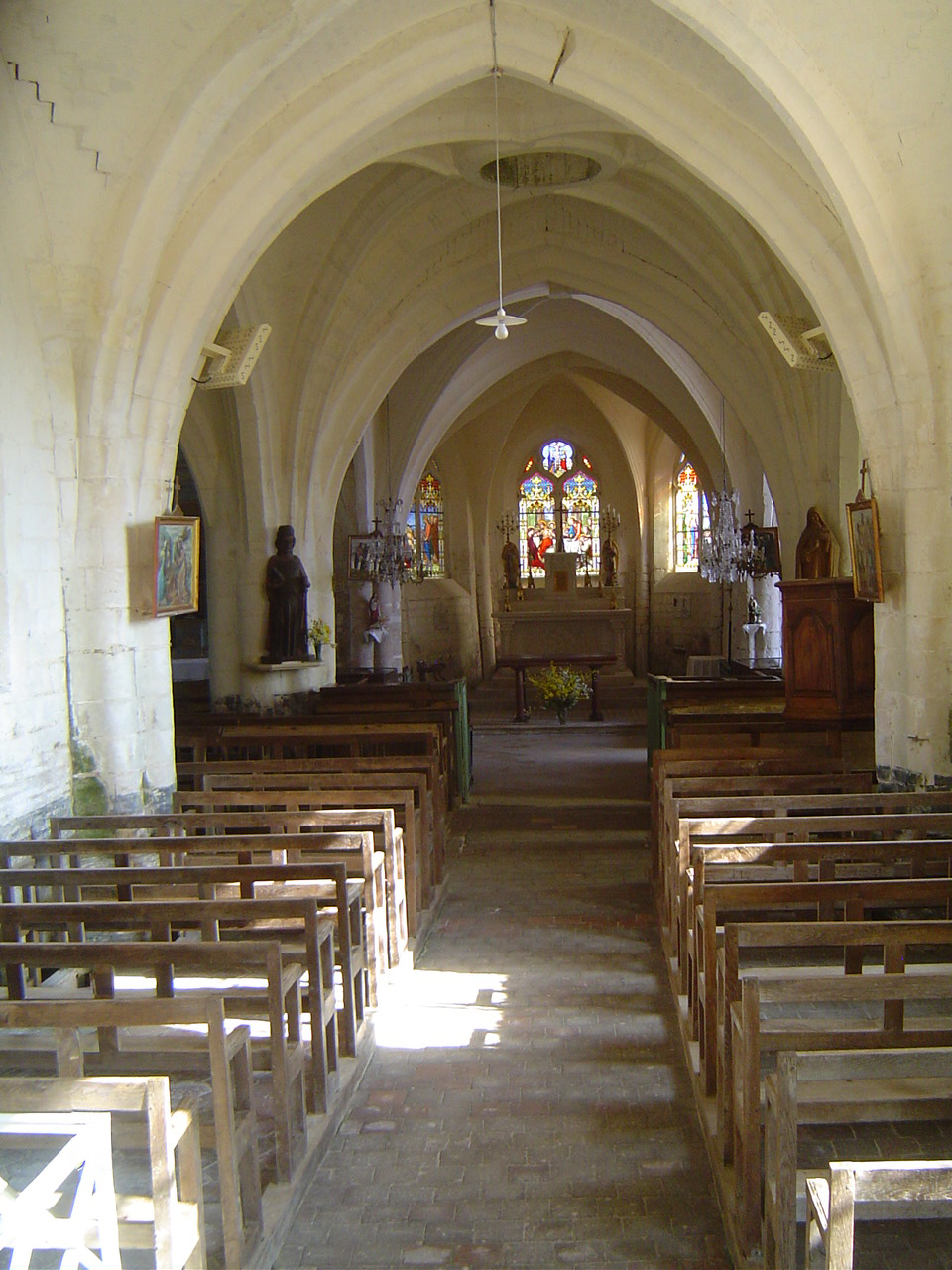
Intérieur.
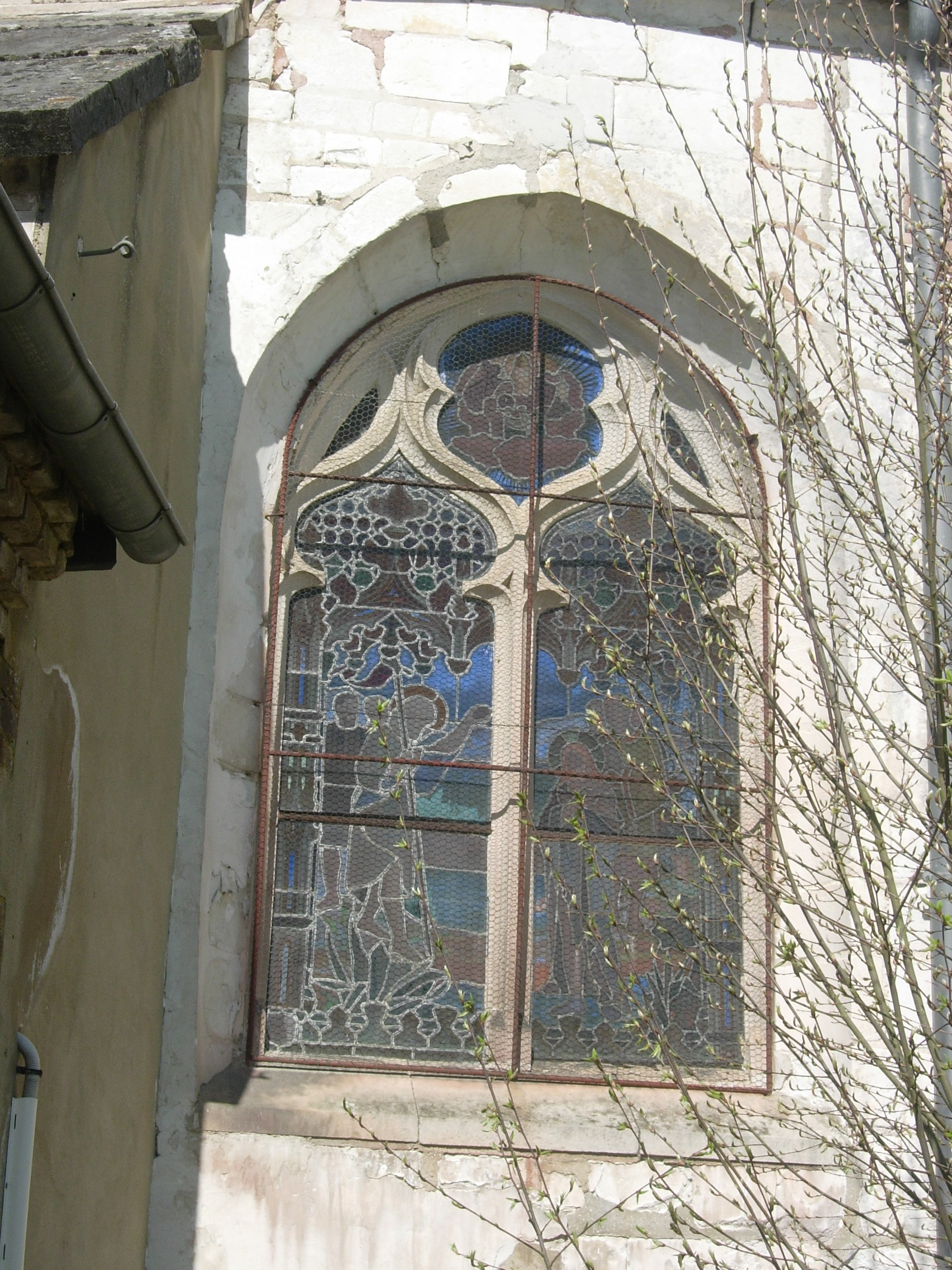
Un vitrail.

L'église renferme six objets repertoriés à l'inventaire des monuments historiques :
- statue de saint Jacques le Majeur, datée du XVe siècle, inscrite depuis le 14 mai 2001[61] ;
- statue de saint Sébastien, datée du XVIe siècle, classée depuis le 27 juin 2001[62] ;
- statue de la Vierge de calvaire, datée de la 2e moitié du XVIe siècle, classée depuis le 22 avril 1955[63] ;
- groupe sculpté : Éducation de la Vierge, daté de la fin du XVIe siècle - début du XVIIe siècle, classé depuis le 27 décembre 1913[64] ;
- statuette de la Vierge à l'Enfant, datée de la fin du XVe siècle - début du XVIe siècle, classée depuis le 27 décembre 1913[65] ;
- verrières, datées du XVIe siècle, classées depuis le 17 octobre 1908[66].

#### Fouilles
Lors de la séance de la Société académique de l’Aube, le 21 juin 1912, Lucien Morel-Payen, son secrétaire, signale que l’on a découvert un certain nombre de cercueils à l’occasion de fouilles effectuées par un particulier au hameau du Grand-Chaast, à Bucey-en-Othe. L’assemblée s’en émeut et désigne monsieur Laverdet en qualité d’enquêteur. L’entrepreneur des fouilles s’est installé pendant deux mois à l’auberge, avec sa femme et trois ouvriers. Ses recherches ont porté sur une superficie d’environ 15 ares, sur un cimetière mérovingien, au nord du chemin dit la Voie des Romains.
Plus de vingt ans après, le 18 décembre 1936, on peut lire cette communication dans le compte rendu de cette même Société académique « Une grande boucle de ceinture en fer damasquiné d’argent et deux petites boucles du même genre, de l’époque mérovingienne, indiquées comme provenant d’une tombe découverte en 1911 à Bucey-en-Othe (Aube) et qui faisaient partie de la collection C. Cote, ont été vendues à l’Hôtel Drouot le 4 décembre 1936. Ces objets n’ont pu être acquis par le musée, les enchères ayant dépassé la somme pour laquelle un ordre d’achat avait été donné au commissaire-priseur. Le catalogue de la vente de la collection contient une planche reproduisant les boucles en question. ».

### Personnalités liées à la commune

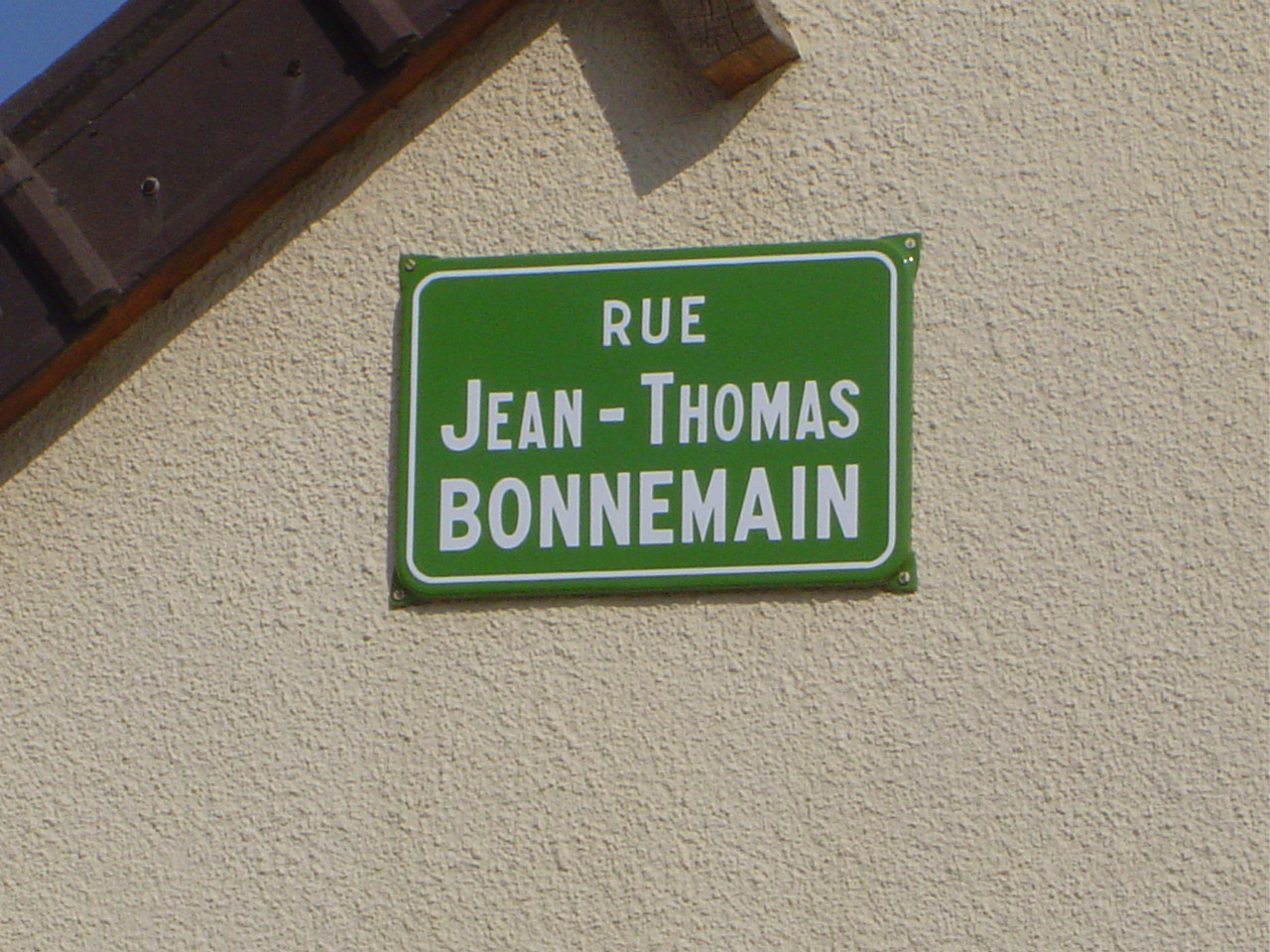
Plaque de la rue Jean-Thomas-Bonnemain.

- Jean Thomas Bonnemain, né le 29 décembre 1756 dans la commune. Député à la convention et au conseil des Cinq-Cents, il fera partie des députés qui ne voteront pas la mort Louis XVI[19],[67].

### Héraldique
| Blason de Bucey-en-Othe | Blason  | D'azur au château de trois tours d'or, celle du milieu ouverte, ajourée et essorée en croupe de sable, les deux des flancs ajourées et couvertes du même, le corps de l'édifice essoré aussi de sable, accompagné de trois croisettes tréflées au pied de trois pointes d'argent. |
| Blason de Bucey-en-Othe | Détails | Le statut officiel du blason reste à déterminer. |